# كايلا وليامز
كايلا وليامز (بالإنجليزية: Kayla Williams) هي لاعبة جمباز فني أمريكية، ولدت في 8 مايو 1993 في نيترو في الولايات المتحدة.

## وصلات خارجية
- كايلا وليامز على موقع الاتحاد الدولي للجمباز (licence) (الإنجليزية)
- كايلا وليامز على موقع الاتحاد الدولي للجمباز (biography) (الإنجليزية)
- كايلا وليامز على موقع الاتحاد الأمريكي للجمباز (الإنجليزية)